# Мисакциели
Мисакциели (груз. მისაქციელი) — село в Грузии, на территории Мцхетского муниципалитета края (мхаре) Мцхета-Мтианети.

## География
Село находится в центральной части Грузии, на правом берегу реки Арагви, на расстоянии приблизительно 5 километров (по прямой) к северо-северо-западу от города Мцхета, административного центра края и муниципалитета. Абсолютная высота — 550 метров над уровнем моря.

## Население
По результатам официальной переписи населения 2014 года в Мисакциели проживало 2100 человек (1016 мужчин и 1084 женщины). В национальной структуре населения грузины составляли 99,5 %.
| Год  | Население, человек |
| ---- | ------------------ |
| 2002 | 2105               |
| 2014 | ↘ 2100             |